# Hall of the Mountain King
Hall of the Mountain King – piąty album studyjny heavymetalowego zespołu Savatage. Jego producentem został Paul O'Neill.

## Lista utworów
1. "24 Hours Ago"  - 4:56
2. "Beyond the Doors of the Dark"  - 5:07
3. "Legions"  - 4:57
4. "Strange Wings"  - 3:45
5. "Prelude to Madness"  - 3:13
6. "Hall of the Mountain King"  - 5:55
7. "The Price You Pay"  - 3:51
8. "White Witch"  - 3:21
9. "Last Dawn"  - 1:07
10. "Devastation"  - 3:37

Utwór dodatkowy na reedycji z 1997 roku
1. "Stay" - 2:48

Utwory dodatkowe na reedycji z 2002 roku
1. "Hall of the Mountain King" (live) - 6:00
2. "Devastation" (live) - 3:36

## Twórcy
- Jon Oliva - śpiew, fortepian
- Criss Oliva - gitara
- Steve Wacholz - instrumenty perkusyjne
- Johnny Lee Middleton - gitara basowa, śpiew
- Robert Kinkel - instrumenty klawiszowe
- Ray Gillen – śpiew w "Strange Wings"